# Hôtel de la Princesse Mathilde
L'hôtel de la Princesse Mathilde est un hôtel particulier situé dans le 8e arrondissement de Paris, en France.

## Localisation
L'hôtel est situé au 10 rue de Courcelles, dans le 8e arrondissement de Paris.

## Histoire
Construit en 1812 par Bernard Poyet, sur un terrain ayant appartenu au financier Jacques-Louis-Guillaume Bouret de Vézelay (1733-1801), trésorier général de l'artillerie et du génie et grand spéculateur immobilier à la fin de l'Ancien Régime (V. rue de Vézelay). 
En 1818, l'hôtel appartenait au marquis d'Aversens. En 1842, il était la propriété d'Auguste Taigny (père d'Edmond Taigny) qui le loua de 1849 à 1857 à la Princesse Mathilde (1820-1904) après son divorce d'avec le comte Anatole Demidoff. Hôtel de Mme Delagarde en 1910. « La demeure avait été choisie par le comte de Nieuwerkerque, à qui la princesse demandait de lui faire oublier la triste aventure de son mariage avec le prince Demidoff. [...] C'est là que la princesse Mathilde devait revoir son cousin, qui n'était encore que le Prince-Président, et évoquer avec lui le souvenir de fiançailles enfantines ; c'est dans le jardin de cet hôtel qu'elle fit construire une salle de bal pour recevoir « impérialement » le chef de la IIe République ».

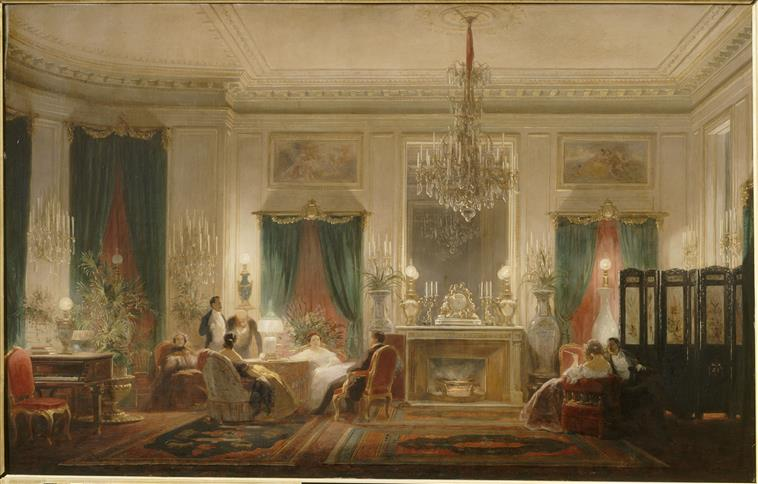
Salon de la Princesse Mathilde (1859).
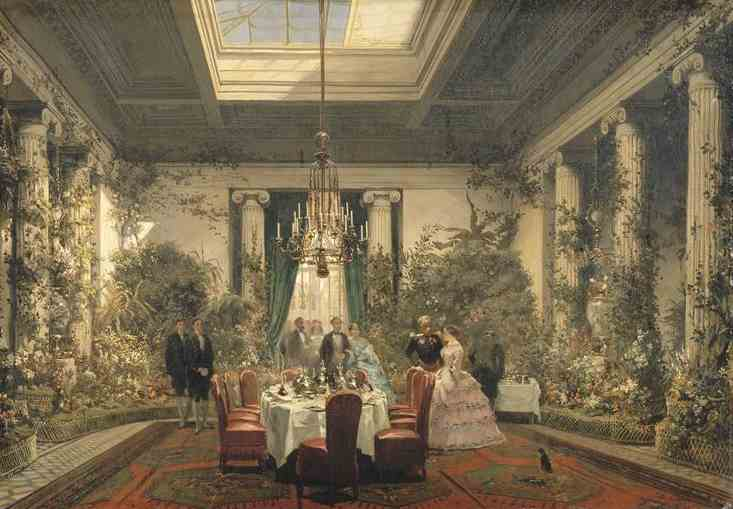
La salle à manger de la Princesse Mathilde (1854).

L'hôtel devint ensuite la propriété du général Charles Hitchcock Sherrill (en) (1867-1936), qui fut ambassadeur des États-Unis à Constantinople en 1909-1910. « L'ambassadeur et Mme Sherrill habitèrent là jusqu'à leur mort et y donnèrent de brillantes réceptions. Aujourd'hui (1954) que leur fils, qui en reste propriétaire, vit la plupart du temps aux États-Unis, cette demeure, frappée de léthargie, ne renferme plus que le souvenir de fastes évanouis. » Vendu par les héritiers du général Sherrill, l'hôtel a ensuite été la résidence du baron Élie de Rothschild (1917-2007) et de la baronne, née Liliane Fould-Springer (1916-2003) lorsque ceux-ci quittèrent l'hôtel de Masseran dans les années 1970.
Ce bâtiment fait l’objet d’une inscription au titre des monuments historiques depuis le 4 juin 1975.